# Чаала Кубат
Чаала Кубат (на турски: Çağla Kubat) е турска актриса, модел и манекен. Печели конкурса за красота Мис Турция 2002 и представлява Турция на Мис Вселена 2002.

## Биография
Чаала Кубат е родена на 16 ноември 1979 година в град Измир, Турция. Завършила е Италианската гимназия и Техническия университет в Истанбул с бакалавърска степен по машинно инженерство.

## Филмография

### Сериали
| Година      | Филм                         | Роля               |
| ----------- | ---------------------------- | ------------------ |
| 2006        | Глуха стая                   | Дурушах Киримли    |
| 2007 – 2008 | Северен вятър                | Бахар              |
| 2009 - 2011 | Опасни улици (Arka Sokaklar) | комисар Елиф Доган |